# Grand Prix Formule 1 van Canada 2018
De Grand Prix Formule 1 van Canada 2018 werd gehouden op 10 juni op het Circuit Gilles Villeneuve. Het was de zevende race van het kampioenschap.

## Vrije trainingen

### Uitslagen
- Er wordt enkel de top-5 weergegeven.

| Vrije training 1 | Pos | No | Coureur          | Constructeur       | Tijd     |
| ---------------- | --- | -- | ---------------- | ------------------ | -------- |
| Vrije training 1 | 1   | 33 | Max Verstappen   | Red Bull-TAG Heuer | 1:13.302 |
| Vrije training 1 | 2   | 44 | Lewis Hamilton   | Mercedes           | 1:13.390 |
| Vrije training 1 | 3   | 3  | Daniel Ricciardo | Red Bull-TAG Heuer | 1:13.518 |
| Vrije training 1 | 4   | 5  | Sebastian Vettel | Ferrari            | 1:13.574 |
| Vrije training 1 | 5   | 77 | Valtteri Bottas  | Mercedes           | 1:13.617 |
| Vrije training 2 | Pos | No | Coureur          | Constructeur       | Tijd     |
| Vrije training 2 | 1   | 33 | Max Verstappen   | Red Bull-TAG Heuer | 1:12.198 |
| Vrije training 2 | 2   | 7  | Kimi Räikkönen   | Ferrari            | 1:12.328 |
| Vrije training 2 | 3   | 3  | Daniel Ricciardo | Red Bull-TAG Heuer | 1:12.603 |
| Vrije training 2 | 4   | 44 | Lewis Hamilton   | Mercedes           | 1:12.777 |
| Vrije training 2 | 5   | 5  | Sebastian Vettel | Ferrari            | 1:12.985 |
| Vrije training 3 | Pos | No | Coureur          | Constructeur       | Tijd     |
| Vrije training 3 | 1   | 33 | Max Verstappen   | Red Bull-TAG Heuer | 1:11.599 |
| Vrije training 3 | 2   | 5  | Sebastian Vettel | Ferrari            | 1:11.648 |
| Vrije training 3 | 3   | 7  | Kimi Räikkönen   | Ferrari            | 1:11.650 |
| Vrije training 3 | 4   | 44 | Lewis Hamilton   | Mercedes           | 1:11.706 |
| Vrije training 3 | 5   | 3  | Daniel Ricciardo | Red Bull-TAG Heuer | 1:12.153 |

Testcoureur in vrije training 1:
 Nicholas Latifi (Force India-Mercedes)

## Kwalificatie
Sebastian Vettel behaalde voor Ferrari zijn vierde pole position van het seizoen. Valtteri Bottas werd voor Mercedes tweede, voor de Red Bull-rijder Max Verstappen. Lewis Hamilton zette in de andere Mercedes de vierde tijd neer, voor Ferrari-rijder Kimi Räikkönen en Red Bull-coureur Daniel Ricciardo. Nico Hülkenberg kwalificeerde zich voor Renault als zevende, voor de Force India van Esteban Ocon. De top 10 werd afgesloten door hun respectievelijke teamgenoten Carlos Sainz jr. en Sergio Pérez.
Na afloop van de kwalificatie ontving Toro Rosso-coureur Pierre Gasly tien startplaatsen straf omdat hij zijn motor moest laten wisselen. Een van de onderdelen wisselde hij voor de vierde keer, waar dit in een seizoen maar drie keer is toegestaan.

### Kwalificatie-uitslag
| Pos                 | No | Coureur           | Constructeur         | Q1        | Q2       | Q3       | Grid |
| ------------------- | -- | ----------------- | -------------------- | --------- | -------- | -------- | ---- |
| 1                   | 5  | Sebastian Vettel  | Ferrari              | 1:11.710  | 1:11.524 | 1:10.764 | 1    |
| 2                   | 77 | Valtteri Bottas   | Mercedes             | 1:11.950  | 1:11.514 | 1:10.857 | 2    |
| 3                   | 33 | Max Verstappen    | Red Bull-TAG Heuer   | 1:12.008  | 1:11.472 | 1.10.937 | 3    |
| 4                   | 44 | Lewis Hamilton    | Mercedes             | 1:11.835  | 1:11.740 | 1.10.996 | 4    |
| 5                   | 7  | Kimi Räikkönen    | Ferrari              | 1:11.725  | 1:11.620 | 1:11.095 | 5    |
| 6                   | 3  | Daniel Ricciardo  | Red Bull-TAG Heuer   | 1:12.459  | 1:11.434 | 1:11.116 | 6    |
| 7                   | 27 | Nico Hülkenberg   | Renault              | 1:12.795  | 1:11.916 | 1:11.973 | 7    |
| 8                   | 31 | Esteban Ocon      | Force India-Mercedes | 1:12.577  | 1:12.141 | 1:12.084 | 8    |
| 9                   | 55 | Carlos Sainz jr.  | Renault              | 1:12.689  | 1:12.097 | 1:12.168 | 9    |
| 10                  | 11 | Sergio Pérez      | Force India-Mercedes | 1:12.702  | 1:12.395 | 1:12.671 | 10   |
| 11                  | 20 | Kevin Magnussen   | Haas-Ferrari         | 1:12.680  | 1:12.606 |          | 11   |
| 12                  | 28 | Brendon Hartley   | Toro Rosso-Honda     | 1:12.587  | 1:12.635 |          | 12   |
| 13                  | 16 | Charles Leclerc   | Sauber-Ferrari       | 1:12.945  | 1:12.661 |          | 13   |
| 14                  | 14 | Fernando Alonso   | McLaren-Renault      | 1:12.979  | 1:12.856 |          | 14   |
| 15                  | 2  | Stoffel Vandoorne | McLaren-Renault      | 1:12.998  | 1:12.865 |          | 15   |
| 16                  | 10 | Pierre Gasly      | Toro Rosso-Honda     | 1:13.047  |          |          | 19   |
| 17                  | 18 | Lance Stroll      | Williams-Mercedes    | 1:13.590  |          |          | 16   |
| 18                  | 35 | Sergej Sirotkin   | Williams-Mercedes    | 1:13.643  |          |          | 17   |
| 19                  | 9  | Marcus Ericsson   | Sauber-Ferrari       | 1:14.593  |          |          | 18   |
| 107% tijd: 1:16.729 |    |                   |                      |           |          |          |      |
| 20                  | 8  | Romain Grosjean   | Haas-Ferrari         | geen tijd |          |          | 20   |

## Wedstrijd
De race werd gewonnen door Sebastian Vettel, die zijn derde overwinning van het seizoen behaalde. Valtteri Bottas werd tweede, met minder dan een seconde voorsprong op Max Verstappen. Daniel Ricciardo eindigde als vierde, hij wist de als vijfde geëindigde Lewis Hamilton tot de finishvlag achter zich te houden. Kimi Räikkönen was op de zesde plaats de laatste coureur die in dezelfde ronde als de winnaar finishte. Nico Hülkenberg en Carlos Sainz jr. werden zevende en achtste, voor Esteban Ocon en Sauber-coureur Charles Leclerc.
Opmerkelijk was dat de finishvlag per abuis te vroeg gezwaaid werd. Daardoor tellen de resultaten aan het eind van de 68e ronde in plaats van de daadwerkelijk gereden 70 ronden. De snelste ronde die Daniel Ricciardo aan het eind van de race reed telde daarom ook niet als snelste ronde, de ronde van 1:13.864 die Max Verstappen reed werd als snelste ronde aangewezen.

### Race-uitslag
| Pos. | No. | Coureur           | Constructeur         | Rondes | Tijd/Oorzaak uitval | Grid | Punten |
| ---- | --- | ----------------- | -------------------- | ------ | ------------------- | ---- | ------ |
| 1    | 5   | Sebastian Vettel  | Ferrari              | 68     | 1:28:31.377         | 1    | 25     |
| 2    | 77  | Valtteri Bottas   | Mercedes             | 68     | +7.376              | 2    | 18     |
| 3    | 33  | Max Verstappen    | Red Bull-TAG Heuer   | 68     | +8.360              | 3    | 15     |
| 4    | 3   | Daniel Ricciardo  | Red Bull-TAG Heuer   | 68     | +20.892             | 6    | 12     |
| 5    | 44  | Lewis Hamilton    | Mercedes             | 68     | +21.559             | 4    | 10     |
| 6    | 7   | Kimi Räikkönen    | Ferrari              | 68     | +27.184             | 5    | 8      |
| 7    | 27  | Nico Hülkenberg   | Renault              | 67     | +1 ronde            | 7    | 6      |
| 8    | 55  | Carlos Sainz jr.  | Renault              | 67     | +1 ronde            | 9    | 4      |
| 9    | 31  | Esteban Ocon      | Force India-Mercedes | 67     | +1 ronde            | 8    | 2      |
| 10   | 16  | Charles Leclerc   | Sauber-Ferrari       | 67     | +1 ronde            | 13   | 1      |
| 11   | 10  | Pierre Gasly      | Toro Rosso-Honda     | 67     | +1 ronde            | 19   |        |
| 12   | 8   | Romain Grosjean   | Haas-Ferrari         | 67     | +1 ronde            | 20   |        |
| 13   | 20  | Kevin Magnussen   | Haas-Ferrari         | 67     | +1 ronde            | 11   |        |
| 14   | 11  | Sergio Pérez      | Force India-Mercedes | 67     | +1 ronde            | 10   |        |
| 15   | 9   | Marcus Ericsson   | Sauber-Ferrari       | 66     | +2 ronden           | 18   |        |
| 16   | 2   | Stoffel Vandoorne | McLaren-Renault      | 66     | +2 ronden           | 15   |        |
| 17   | 35  | Sergej Sirotkin   | Williams-Mercedes    | 66     | +2 ronden           | 17   |        |
| DNF  | 14  | Fernando Alonso   | McLaren-Renault      | 40     | Uitlaat             | 14   |        |
| DNF  | 28  | Brendon Hartley   | Toro Rosso-Honda     | 0      | Ongeluk             | 12   |        |
| DNF  | 18  | Lance Stroll      | Williams-Mercedes    | 0      | Ongeluk             | 16   |        |

## Tussenstanden wereldkampioenschap
Betreft tussenstanden voor het wereldkampioenschap na afloop van de race.

### Coureurs
| Positie | No. | Rijder           | Team               | Punten |
| ------- | --- | ---------------- | ------------------ | ------ |
| 01      | 5   | Sebastian Vettel | Ferrari            | 121    |
| 02      | 44  | Lewis Hamilton   | Mercedes           | 120    |
| 03      | 77  | Valtteri Bottas  | Mercedes           | 86     |
| 04      | 3   | Daniel Ricciardo | Red Bull-TAG Heuer | 84     |
| 05      | 7   | Kimi Räikkönen   | Ferrari            | 68     |
| 06      | 33  | Max Verstappen   | Red Bull-TAG Heuer | 50     |
| 07      | 14  | Fernando Alonso  | McLaren-Renault    | 32     |
| 08      | 27  | Nico Hülkenberg  | Renault            | 32     |
| 09      | 55  | Carlos Sainz jr. | Renault            | 24     |
| 10      | 20  | Kevin Magnussen  | Haas-Ferrari       | 19     |

### Constructeurs
| Positie | Team                 | Punten |
| ------- | -------------------- | ------ |
| 01      | Mercedes             | 206    |
| 02      | Ferrari              | 189    |
| 03      | Red Bull-TAG Heuer   | 134    |
| 04      | Renault              | 56     |
| 05      | McLaren-Renault      | 40     |
| 06      | Force India-Mercedes | 28     |
| 07      | Toro Rosso-Honda     | 19     |
| 08      | Haas-Ferrari         | 19     |
| 09      | Sauber-Ferrari       | 12     |
| 10      | Williams-Mercedes    | 4      |